# 143
Secole: Secolul I - Secolul al II-lea - Secolul al III-lea
Decenii: Anii 90 Anii 100 Anii 110 Anii 120 Anii 130 - Anii 140 - Anii 150 Anii 160 Anii 170 Anii 180 Anii 190
Ani: 138 | 139 | 140 | 141 | 142 | 143 | 144 | 145 | 146 | 147 | 148

## Evenimente
- Antoninus Pius servește drept Consul Roman.